# Lookout! Records
Lookout! Records fue una discográfica estadounidense independiente de Berkeley, California.

## Historia
Larry Livermore y David Hayes fundaron Lookout! en 1987. Livermore fue dos años antes, en 1985 líder de la banda de punk rock The Lookouts, donde (los más tarde miembros de Green Day) Tré Cool era batería y Billie Joe Armstrong aparecía en algunas ocasiones.
En 1989 Hayes dejó Lookout! para fundar Very Small Records, una discográfica punk rock que trabajó con grupos del género como Less Than Jake.
Desde sus comienzos, Lookout! ha trabajado con bandas dentro del punk pop, hardcore punk y rock alternativo, sobre todo indie. Las dos gigantes de Berkeley, Green Day y Rancid comenzaron trabajando con este sello, al igual que The Donnas, pasando después a firmar con grandes discográficas. Green Day y Rancid firmarían con Reprise y Epitaph, respectivamente antes del espectacular boom del punk rock y punk pop californiano que llegaría con estas dos bandas y otras del panorama como The Offspring, Blink-182, Pennywise o, las algo ya más consolidadas, NOFX y Bad Religion.
En 1997 Livermore vendió Lookout! a Chris Appelgren, quien trabajaba en el sello como artista y creador de varias portadas de CD´s.

### Declive
Varios artistas que comenzaron en la discográfica californiana decidieron romper las relaciones que les ligaban a Lookout!. Screeching Weasel, Avail, Pansy Division, The Riverdales, The Queers, The Lillingtons, Blatz, Filth, Enemy You y The Groovie Ghoulies fueron los primeros en rescindir sus contratos. En agosto de 2005, Green Day, estandarte de Lookout!, decidió terminar con el sello por impago y malas gestiones. En mayo de 2006, Operation Ivy, otra de las bandas de la discográfica e impulsores del auge ska punk de comienzos de los años 1990, dejaron el sello.
El sello, después de adquirir una gran reputación y una buena suma de dinero a comienzos de los años 1990 con los éxitos de Green Day, Rancid y Operation Ivy, se encuentra actualmente en un momento muy delicado. En varios artículos se hace referencia a la mala gestión de un sello independiente que, de la noche a la mañana, se hizo millonario y parece ser que no empleó o invirtió el dinero de forma demasiado correcta.
Un ejemplo de la discreta situación actual del sello es que en pleno auge (mitad de la década de 1990) las oficinas de Lookout! contaban con 18 trabajadores. Hoy día, sólo dispone de dos.
Anécdotas de esta mala gestión se ven claramente en grupos como Pansy Division, de tendencia queercore, se gastaron millones en videoclips y juguetes, siendo sus ventas bastante discretas. O el grupo femenino The Donnas, con una alta inversión y no demasiadas ventas, que pasaba más tiempo en las portadas más importantes de Estados Unidos o en MTV.
El 13 de enero de 2012, Larry Livermore anuncio en Twitter el fin de la disquera.

## Listado de artistas
| - Alkaline Trio - American Steel - Ann Beretta - Auntie Christ - Avail - Avengers - The Basicks - Ben Weasel - Big Rig - Bis - Black Cat Music - Black Fork - Blatz - The Bomb Bassets - Boris the Sprinkler - Born Against - Bratmobile - Brent's TV - Citizen Fish - Cleveland Bound Death Sentence - Common Rider - Communiqué - Corrupted Morals - The Cost - Couch Of Eureka - The Criminals - Crimpshrine - Cringer - The Crumbs - Cub - The Cuts - The Dollyrots - The Donnas - Downfall - Dr. Frank - Econochrist - The Enemies - Enemy You - Engine Down - Even In Blackouts - Evening - Eyeball - The Eyeliners - Fifteen - Filth - The Frumpies - Fuel - Fun Bug - Furious George - The Gaza Strippers - Gene Defcon - The Go-Nuts - Go Sailor - Green Day - HV8 - The Groovie Ghoulies - The Hi-Fives - Hockey Night - The Invalids - Isocracy - Jackie Papers - The Jimmies - Judy and the Loadies - Jüke | - Kamala and the Karnivores - The Lashes - The Lillingtons - The Lookouts - Mary Timony - Monsula - The Mopes - Moral Crux - The Mr. T Experience - The Ne'er Do Wells - Neurosis - NOFX - Nuisance - One Time Angels - Operation Ivy - The Oranges Band - Pansy Division - Parasites - The Pattern - The PeeChees - The Phantom Surfers - Pinhead Gunpowder - Pitch Black - Plaid Retina - The Potatomen - Pot Valiant - Pretty Girls Make Graves - The Queers - Rancid - Raooul - The Reputation - Rice - The Riverdales - Samiam - Scherzo - Screeching Weasel - Servotron - Sewer Trout - The Shotdowns - The Skinflutes - Skinned Teen - Sludgeworth - Small Brown Bike - The Smugglers - Spitboy - The Splash Four - Squirtgun - Surrogate Brains - Sweet Baby - Ted Leo and the Pharmacists - Tilt - The Tourettes - Towards An End - Troubled Hubble - Uranium 9-Volt - The Vagrants - The Wanna-Bes - The Washdown - Wat Tyler - Worst Case Scenario - The Wynona Riders - The Yeastie Girlz - Yesterday's Kids - The (Young) Pioneers - The Zero Boys |

### Discografía
| Año  | Arista                           | Disco                                               |
| ---- | -------------------------------- | --------------------------------------------------- |
| 1987 | Sewer Trout                      | Songs About Drinking (EP)                           |
| 1987 | The Lookouts                     | One Planet One People                               |
| 1988 | Stikky                           | Where's My Lunchpail?                               |
| 1988 | Isocracy                         | Bedtime for Isocracy (EP)                           |
| 1988 | Operation Ivy                    | Hectic                                              |
| 1988 | Plaid Retina                     | Plaid Retina                                        |
| 1989 | Varios Artistas                  | The Thing That Ate Floyd                            |
| 1989 | The Lookouts                     | Spy Rock Road                                       |
| 1989 | Operation Ivy                    | Energy                                              |
| 1989 | Green Day                        | 1,000 Hours (EP)                                    |
| 1989 | Plaid Retina                     | Pinkeye                                             |
| 1989 | The Lookouts                     | Mendocino Homeland EP                               |
| 1990 | Fifteen                          | Fifteen                                             |
| 1990 | The Mr. T Experience             | Making Things with Light                            |
| 1990 | Green Day                        | Sweet Children (EP)                                 |
| 1990 | Filth                            | Live the Chaos                                      |
| 1990 | The Lookouts                     | IV                                                  |
| 1990 | Samiam                           | I am (EP)                                           |
| 1990 | Green Day                        | 39/Smooth                                           |
| 1990 | Fuel                             | Take Effect (EP)                                    |
| 1990 | Green Day                        | Slappy (EP)                                         |
| 1990 | Filth / Blatz                    | The Shit Split (Split)                              |
| 1991 | Spitboy                          | The Threat Sexism Impressed b/w Ultimate Violations |
| 1991 | Green Day                        | 1,039/Smoothed Out Slappy Hours                     |
| 1991 | Screeching Weasel                | My Brain Hurts                                      |
| 1991 | Operation Ivy                    | Operation Ivy                                       |
| 1992 | Rancid                           | Rancid (EP)                                         |
| 1992 | Pinhead Gunpowder                | Fahizah (EP)                                        |
| 1992 | Varios Artistas                  | Can of Pork                                         |
| 1992 | The Mr. T Experience             | Gun Crazy (EP)                                      |
| 1992 | Fifteen                          | Swain's First Bike Ride                             |
| 1992 | The Wynona Riders                | Some Enchanted Evening                              |
| 1992 | Green Day                        | Kerplunk                                            |
| 1992 | The Mr. T Experience             | Milk Milk Lemonade                                  |
| 1993 | Screeching Weasel                | You Broke My Fucking Heart (EP)                     |
| 1993 | Tilt                             | Play Cell                                           |
| 1993 | Fifteen                          | Choice of a New Generation                          |
| 1993 | Screeching Weasel                | Wiggle                                              |
| 1993 | The Mr. T Experience             | Our Bodies Our Selves                               |
| 1993 | Screeching Weasel / Born Against | Screeching Weasel / Born Against                    |
| 1993 | The Queers                       | Love Songs for the Retarded                         |
| 1993 | Screeching Weasel                | Anthem for a New Tomorrow                           |
| 1994 | Varios Artistas                  | Punk USA                                            |
| 1994 | Skinned Teen / Raooul            | Bazooka Smooth! (Split)                             |
| 1994 | Screeching Weasel                | How to Make Enemies and Irritate People             |
| 1994 | The Queers                       | Grow Up (Reedición)                                 |
| 1994 | The Mr. T Experience             | ...And the Women Who Love Them (EP)                 |
| 1994 | The Queers                       | Beat Off                                            |
| 1994 | Pinhead Gunpowder                | Jump Salty                                          |
| 1994 | Screeching Weasel                | Suzanne Is Getting Married (EP)                     |
| 1995 | Squirtgun                        | Shenanigans EP                                      |
| 1995 | The Wynona Riders                | J.D. Salinger                                       |
| 1995 | The Hi-Fives                     | Welcome to My Mind                                  |
| 1995 | The Queers                       | Move Back Home                                      |
| 1995 | Varios Artistas                  | Losers of the Year                                  |
| 1995 | Squirtgun                        | Squirtgun                                           |
| 1995 | Pinhead Gunpowder                | Carry the Banner                                    |
| 1995 | Riverdales                       | Riverdales                                          |
| 1995 | Screeching Weasel                | Kill the Musicians                                  |
| 1995 | The Queers                       | Surf Goddess (EP)                                   |
| 1996 | Groovie Ghoulies                 | Appetite for Adrenochrome (Reedición)               |
| 1996 | Fifteen                          | There's No Place Like Home (Good Night)             |
| 1996 | The Mr. T Experience             | Love is Dead                                        |
| 1996 | Furious George                   | Goes Ape!                                           |
| 1996 | Groovie Ghoulies                 | Born in the Basement (Reedición)                    |
| 1996 | The Queers                       | Don't Back Down                                     |
| 1996 | Go Sailor                        | Don't Go (EP)                                       |
| 1996 | Groovie Ghoulies                 | World Contact Day                                   |
| 1996 | Varios Artistas                  | Winter Compilation                                  |
| 1996 | Squirtgun                        | Mary Ann EP                                         |
| 1996 | Go Sailor                        | Go Sailor                                           |
| 1996 | The Smugglers                    | Selling the Sizzle                                  |
| 1996 | Varios Artistas                  | Heide Sez                                           |
| 1996 | The Queers                       | Bubblegum Dreams (EP)                               |
| 1996 | Fifteen                          | Ooze                                                |
| 1996 | Groovie Ghoulies                 | Island of Pogo Pogo (Sencillo)                      |
| 1996 | The Smugglers                    | Summer Games (Sencillo)                             |
| 1996 | Varios Artistas                  | Lookouts Records                                    |
| 1996 | The Queers                       | A Day Late and a Dollar Short                       |
| 1997 | Varios Artistas                  | The Last Great Thing You Did                        |
| 1997 | Squirtgun                        | Another Sunny Afternoon                             |
| 1997 | The Wynona Riders                | Artificial Intelligence                             |
| 1997 | Groovie Ghoulies                 | Running With Bigfoot (Sencillo)                     |
| 1997 | The Hi-Fives                     | And a Whole Lotta You!                              |
| 1997 | Pinhead Gunpowder                | Goodbye Ellston Avenue                              |
| 1997 | Groovie Ghoulies                 | Re-Animation Festival                               |
| 1997 | Varios Artistas                  | More Bounce to the Ounce                            |
| 1997 | The Mr. T Experience             | Revenge is Sweet, and So Are You                    |
| 1997 | Varios Artistas                  | All Punk Rods                                       |
| 1997 | Avail / The (Young) Pioneers     | The Fall of Richmond split with Avail (Split)       |
| 1997 | The (Young) Pioneers             | On Trial (Sencillo)                                 |
| 1997 | The Smugglers                    | Buddy Holly Convention                              |
| 1997 | Groovie Ghoulies                 | Graveyard Girlfriend (Sencillo)                     |
| 1998 | The (Young) Pioneers             | Free the Young Pioneers Now!                        |
| 1998 | The Hi-Fives                     | Get Down!                                           |
| 1998 | Servotron                        | Entertainment Program for Humans (Second Variety)   |
| 1998 | The Smugglers                    | Growing Up Smuggler (Live)                          |
| 1999 | Enemy You                        | Where No One Knows My Name                          |
| 1999 | The Mr. T Experience             | Alcatraz                                            |
| 1999 | The Queers                       | Later Days and Better Lays                          |
| 1999 | Varios Artistas                  | Forward Till Death                                  |
| 1999 | Groovie Ghoulies                 | Fun in the Dark                                     |
| 1999 | The Toilet Boys / The Donnas     | You Got It (Split)                                  |
| 1999 | Dr. Frank                        | Show Business is My Life                            |
| 2000 | The Smugglers                    | Rosie                                               |
| 2000 | Pinhead Gunpowder                | 8 Chords, 328 Words (EP)                            |
| 2000 | The Eyeliners                    | Here Comes Trouble                                  |
| 2000 | Groovie Ghoulies                 | Travels With My Amp                                 |
| 2000 | Varios Artistas                  | Lookout! Freakout                                   |
| 2000 | The Mr. T Experience             | The Miracle of Shame (EP)                           |
| 2000 | Gaza Strippers                   | 1000 Watt Confessions                               |
| 2001 | Ted Leo and the Pharmacists      | The Tyranny of Distance                             |
| 2001 | The Eyeliners                    | Sealed with a Kiss                                  |
| 2001 | Varios Artistas                  | Boys Lie                                            |
| 2002 | Even in Blackouts                | Myths and Imaginary Magicians                       |
| 2002 | The Queers                       | Pleasant Screams                                    |
| 2002 | Pretty Girls Make Graves         | Good Health                                         |
| 2003 | Small Brown Bike                 | The River Bed                                       |
| 2003 | Ted Leo and the Pharmacists      | Hearts of Oak                                       |
| 2003 | Varios Artistas                  | Lookout! Freakout 3                                 |
| 2003 | Pinhead Gunpowder                | Compulsive Disclosure                               |
| 2003 | Ted Leo and the Pharmacists      | Tell Balgeary, Balgury Is Dead EP                   |
| 2004 | The Lashes                       | The Stupid Stupid (EP)                              |
| 2004 | Ted Leo and the Pharmacists      | Shake the Sheets                                    |
| 2004 | The Smugglers                    | Mutiny in Stereo                                    |
| 2004 | The Reputation                   | To Force a Fate                                     |
| 2005 | Varios Artistas                  | Then Is The New Now                                 |
| 2005 | Troubled Hubble                  | Making Beds in a Burning House                      |
| 2005 | The Mr. T Experience             | Yesterday Rules                                     |
| 2005 | Troubled Hubble                  | Sir Chenjuns EP                                     |
| 2006 | Varios Artistas                  | Second-Hand Suit Jacket Racket                      |